# АЭС Крей-Мальвиль
АЭС Крей-Мальвиль (фр. Site nucléaire de Creys-Malville) — закрытая атомная электростанция на юго-востоке Франции в регионе Овернь — Рона — Альпы.
Станция расположена на берегу реки Рона на территории коммуны Крес-Мепьё в департаменте Изер в 62 км на восток от Лиона.
АЭС состоит из одного энергоблока с реактором-размножителем на быстрых нейтронах Суперфеникс.

## Строительство
В середине апреля 1976 года президент Валери Жискар д’Эстен и его энергетические советники приняли политическое решение о строительстве Superphenix.
Летом 1976 года на площадку проникло почти 20 тысяч демонстрантов, протестовавших против планов по строительству быстрого реактора. В период 1974—1976 годов в оппозиции проекту находилось около 50 местных муниципалитетов. Противостояние накалялось и нашло свой трагический выход в событиях 31 июля 1977 года. В этот день около 50 тысяч демонстрантов вступили в схватку с полицией. Один из протестующих был убит, двое потеряли руки и ноги. А в 1982 году протесты дошли до радикальных форм. Группа антиядерных активистов получила гранатомёт РПГ-7 и восемь выстрелов к нему от германской террористической организации RAF. 18 января 1982 года по площадке было сделано пять выстрелов. Материальный ущерб оказался невелик, но внимание политиков и СМИ было обеспечено.
14 января 1986 года Superphenix был подключён к энергосети. Практически сразу он столкнулся с целым рядом технических и административных проблем.

## Инциденты
Первый серьёзный инцидент на Superphenix случился в мае 1987 года. Персонал обнаружил большую утечку натрия из бака системы обращения с топливом. Отремонтировать бак не удалось. Понадобилось 10 месяцев для разработки новой процедуры загрузки и выгрузки топливных кассет из активной зоны. После того, как была предложена новая процедура обращения с топливом, ушло ещё 13 месяцев на её квалификацию и получение разрешительных бумаг. Таким образом, Superphenix вернулся в строй только в апреле 1989 года.
После повторного пуска реактор работал на малых уровнях мощности. В июле 1990 года произошла новая беда — отказ компрессора привёл к впрыску значительного объёма воздуха в контур и окислению натрия. На очистку натрия ушло восемь месяцев.
А в декабре 1990 года после сильного снегопада обрушилась крыша машинного зала. Вопрос о запуске Superphenix стал предметом длительных парламентских слушаний и дебатов на национальном и региональном уровнях. В июне 1992 года правительство назначило новые общественные слушания на период 30 марта — 14 июня 1993 года. В январе 1994 года правительство получило отзыв от органов атомнадзора. В июле 1994 года, наконец, новая лицензия на эксплуатацию была выдана. Блок вернулся в строй — и проработал всего семь месяцев. Причиной очередного останова стала утечка аргона в теплообменник.

## Закрытие энергоблока
Перед рождественскими каникулами 24 декабря 1996 года блок остановился на ППР и на подготовку к работе по программе исследования трансмутации. Однако 28 февраля 1997 года госсовет аннулировал эксплуатационную лицензию. 19 июня 1997 года премьер-министр Лионель Жоспен заявил: «Superphenix будет закрыт». 30 декабря 1998 года был подписан указ, оформивший решение о закрытии Superphenix.
В итоге за 11 лет после подключения к электросетям станция была в работе 63 месяца, в основном на малой мощности; 25 месяцев она была отключена по техническим причинам, а 66 месяцев — по политическим и административным.

## Информация об энергоблоках
| Энергоблок  | Тип реакторов    | Мощность | Мощность | Начало строительства | Физпуск    | Подключение к сети | Ввод в эксплуатацию | Закрытие   |
| Энергоблок  | Тип реакторов    | Чистый   | Брутто   | Начало строительства | Физпуск    | Подключение к сети | Ввод в эксплуатацию | Закрытие   |
| ----------- | ---------------- | -------- | -------- | -------------------- | ---------- | ------------------ | ------------------- | ---------- |
| Суперфеникс | FBR, Суперфеникс | 1200 МВт | 1242 МВт | 13.12.1976           | 07.09.1985 | 14.01.1986         | 01.12.1986          | 31.12.1998 |